# Anania taitensis
Anania taitensis is een vlinder van de familie van de grasmotten (Crambidae). De wetenschappelijke naam van deze soort is voor het eerst voorgesteld als Algedonia taitensis door Koen Maes in een publicatie uit 2005.
De soort komt voor in Kenia. De soort is vernoemd naar de typelocatie (Taitaheuvels).